# Лактіонова Галина Михайлівна
Галина Михайлівна Лактіонова (7 липня 1952, Київ - 25 грудня 2016, Київ) ― українська науковиця та викладачка,кандидат філософських наук (1990),доктор педагогічних наук (2000), професор (2011); Заслужений працівник освіти України (2002). Чоловік ― футзальний функціонер Братусь Володимир Іванович.

## Біографія
Народилася 7 липня 1952 року в Києві в сім'ї військовослужбовця. Закінчила фізико-математичний клас  СШ № 173,[джерело не вказане 1332 дні] музичну школу (клас акордеона)[джерело не вказане 1332 дні], Київський університет ім. Т. Г. Шевченка, аспірантуру Академії суспільних наук (Москва).
Працювала техніком інституту УкрДніпросільгосп (1972)[джерело не вказане 1332 дні], старшою піонервожатою середньої школи № 85[джерело не вказане 1332 дні], методистом Будинку піонерів (1972-1974)[джерело не вказане 1332 дні], заступницею директора з інструктивно-методичної роботи Палацу піонерів Києва, на комсомольській і партійній роботі (1974- 1987), вчений секретар Українського НДІ проблем молоді, Заступниця директора Державної соціальної служби для сім'ї, дітей та молоді.
Підготувала понад 186 наукових робіт з соціальної педагогіки, ґендерної просвіти, прав дітей, сімейному вихованню, брала участь в підготовці енциклопедії для працівників соціальної сфери. З 1994 року ― президент клубу «Співуча родина» при київському  Будинку Вчителя. Нагороджена орденом «Знак Пошани» (1982), медаллю «У пам'ять 1500-річчя Києва».
Померла 25 грудня 2016 року в Києві.